# Liancalus lasius
Liancalus lasius är en tvåvingeart som beskrevs av Wei och Liu 1995. Liancalus lasius ingår i släktet Liancalus och familjen styltflugor.
Artens utbredningsområde är Guizhou (Kina). Inga underarter finns listade i Catalogue of Life.